# Stanisław Mazur (siatkarz)
Stanisław Mazur (ur. 16 stycznia 1938) – polski siatkarz i trener siatkówki. Mistrz Polski jako zawodnik i trener, reprezentant Polski. W latach 1961–1962 trener reprezentacji Polski w piłce siatkowej kobiet.

## Życiorys
Jako zawodnik AZS-AWF Warszawa został mistrzem Polski w 1952, 1953, 1955, 1956 i 1957 i zdobywcą Pucharu Polski w 1953. Od 1957 występował w barwach Legii Warszawa, z którą w 1958 i 1959 zdobył wicemistrzostwo Polski. W latach 1952–1958 wystąpił w 24 spotkaniach reprezentacji Polski seniorów, m.in. na III Igrzyskach Młodzieży i Studentów w Moskwie w 1957 (4. miejsce) oraz akademickich mistrzostwach świata rozgrywanych w tym samym roku w Paryżu (tzw. Igrzyskach Uniwersyteckich), na których reprezentacja Polski zajęła 1. miejsce.
W 1960 został trenerem żeńskiej drużyny Legii Warszawa i sięgnął z nią po mistrzostwo Polski w 1961 i wicemistrzostwo Polski w 1962. W latach 1961–1962 był trenerem reprezentacji Polski seniorek (latem 1962 zastąpił go Stanisław Poburka).
W 1953 ukończył studia w Akademii Wychowania Fizycznego w Warszawie, w latach 1953–1971 był pracownikiem AWF, w Katedrze Sportowych Gier Zespołowych, w 1966 wydał razem z Wojciechem Szuppe i Janem Woluchem pracę Piłka siatkowa. Systematyka ćwiczeń i metodyka nauczania techniki gry. W 1969 obronił pracę doktorską Badania nad treścią i sposobami nauczania gry w piłkę siatkową. Studium dydaktyczne napisaną pod kierunkiem Stefana Wołoszyna. W latach 1971–1976 pracował natomiast w fili AWF w Białej Podlaskiej.
W latach 1974–1975 był kierownikiem szkolenia Związku Piłki Ręcznej w Polsce. W sezonie 1977/1978 był trenerem męskiej drużyny Narew Ostrołęka (w II lidze), w sezonie 1978/1979 męskiej drużyny Gwardii Warszawa.